# Francesco Parrino
Francesco Parrino (Nxhiku Prifti in albanese; Piana degli Albanesi, 1754 – Piana degli Albanesi, 24 aprile 1831) è stato un presbitero, scrittore e poeta italiano di etnia arbëreshe. 
Sacerdote di rito bizantino, è un autore minore della letteratura italo-albanese del Settecento. Fu trascrittore e autore di un importante manoscritto religioso in albanese, Kënka e Lazërit (Il Canto di Lazzaro), un canto devozionale popolare della tradizione albanese di Sicilia, la cui opera costituisce una testimonianza significativa della lingua albanese dell'epoca.

## Biografia
Francesco Parrino nacque a Piana degli Albanesi nel 1754 da una famiglia arbëreshe, figlio di papàs Demetrio e di Angela Manzone. Fece i primi studi nel Seminario Italo-Albanese di Palermo, dimostrando ben presto la sua propensione per il proprio idioma.
Così scrisse Nicolò Chetta in Tesoro di notizie su de' Macedoni su di lui:
Egli scrisse importanti versi in albanese, come la poesia I shën Gjergji e i shën Mitri luftuan (San Giorgio e San Demetrio combatterono). Egli è l'autore del Canto di Lazzaro (Kënka e Lazarit o kënga e Lazërit) che ancora oggi si canta per le vie delle comunità siculo-albanesi la notte di venerdì antecedente la Domenica delle Palme (E Diellja e Rromollidhet), quando si ricorda la resurrezione di Lazzaro di Betania da Gesù, simbolo della comune resurrezione degli uomini.
Fu amantissimo, scrive il poeta Giuseppe Schirò, della patria lingua albanese e lo ricorda così in Opere VIII Saggi:
Il canto, divenuto popolare e comune a tutta la comunità albanese di Sicilia, è una testimonianza che contiene utili informazioni linguistiche, nonché storiche. Una cattiva variante della versione del Parrino fu rinvenuta da Giuseppe Schirò in un manoscritto inviato al poeta di Piana degli Albanesi da P. Niilo Borgia, monaco basiliano arbëresh del Monastero di Grottaferrata. Fu quindi recuperato e pubblicato nelle opere tradizionali di Giuseppe Schirò. Sulle sue trascrizioni studiò e scrisse, nel 1938, anche l'albanese K. Prifti, su Kënga e “Lazarit” të Arbreshët in “Përpjekja Shqiptare”, II, pp. 219 sgg.
Morì a 77 anni a Piana degli Albanesi il 24 aprile 1831.